# C8H8N4
化学式C8H8N4（摩尔质量：160.176 g/mol）可以指：
- 肼屈嗪，CAS号：86-54-4
- 5-苄基四氮唑，CAS号：18489-25-3
- 2,4-二氨基喹唑啉，CAS号：1899-48-5
- 2,3-二氨基喹喔啉，CAS号：6640-47-7

|  | 这个同类索引页列出了具有相同分子式的化学物（即同分異構體）条目。 除非您是有意链接至本页，否则应将相应条目的内部链接指向正确的条目。 |